# Ỿ
La Ỿ (minúscula: ỿ) es una variante de la letra Y, la cual es utilizada por algunos medievalistas galeses para indicar el sonido schwa de ⟨y⟩.

## Codificación
La Y con lazo se puede representar con los siguientes caracteres Unicode:
| Forma     | Representación | Puntos de código | Descripción en Unicode           |
| --------- | -------------- | ---------------- | -------------------------------- |
| Mayúscula | Ỿ              | U+1EFE           | LATIN CAPITAL LETTER Y WITH LOOP |
| Minúscula | ỿ              | U+1EFF           | LATIN SMALL LETTER Y WITH LOOP   |